# Isis (Lully)
Isis es una tragedia lírica con música de Jean-Baptiste Lully, y libreto de Philippe Quinault, que fue estrenada primeramente en la corte del Saint-Germain-en-Laye el 5 de enero de 1677 y se publicó por vez primera en 1719.
La historia de la ópera se centra en el amor del dios Júpiter por la ninfa Ío y los celos de Juno. Ella hace que a Ío la apresen y la torturen, lo que lleva a Ío a gritar a Júpiter pidiendo ayuda. Él le jura a Juno que le será fiel si libera a Ío, y Juno convierte a Ío en una diosa: Isis, la diosa egipcia.

## Personajes
| Personaje | Tesitura      | Reparto del estreno, 5 de enero de 1677 |
| --------- | ------------- | --------------------------------------- |
| Júpiter   | bajo          |                                         |
| Ío        | soprano       |                                         |
| Juno      | soprano       |                                         |
| Argos     | bajo-barítono |                                         |
| Neptuno   | bajo          |                                         |
| Mercurio  | haute-contre  |                                         |
| Hierax    | bajo-barítono |                                         |
| Una furia | haute-contre  |                                         |

## Grabación
- Isis Solistas, La Simphonie du Marais,[1] dirigida por Hugo Reyne (Accord, 3 CDs, 2005)